# Русское антропологическое общество
Ру́сское антропологи́ческое о́бщество — научное общество при Императорском Санкт-Петербургском университете. Общество было учреждено в 1888 году, его первым председателем стал профессор А. А. Иностранцев.
Русское антропологическое общество ставило целью изучение человеческих рас, особенно в составе населения России, физическое развитие профессиональных и возрастных категорий населения, а также этнографические и археологические исследования, сбор антропологических и археологических коллекций, популяризацию и распространение антропологических знаний. Общество издавало свои работы в «Протоколах» (8 выпусков за 1888—1897 годы и 2 выпуска за 1901—1912 годы) и «Ежегодниках» (6 томов за 1905—1916 годы).
С 1917 года в связи с военным и политическим положением в России общество не проводило научной работы. В начале 1920-х годов Русское антропологическое общество объединилось с Медико-антропологическим обществом при Военно-медицинской академии.